# Johann Friedrich Pfaff
Johann Friedrich Pfaff (někdy psán Friederich; 22. prosince 1765 – 21. dubna 1825) byl německý matematik, jeden z nejvýznamnějších německých matematiků 19. století. Byl předchůdcem německé školy matematického myšlení, která pod vedením Carla Friedricha Gausse a jeho následovníků do značné míry určovala směr, kterým se matematika vyvíjela během devatenáctého století.
Rané vzdělání Pfaff získal na stuttgartské vojenské škole Carlsschule, kde se setkal s Friedrichem Schillerem, svým celoživotním přítelem. Jeho matematické schopnosti se projevily už v mládí. Studoval v Göttingenu u Abrahama Gotthelfa Kästnera a v roce 1787 odešel do Berlína a studoval praktickou astronomii u J. E. Bodeho. V roce 1788 se Pfaff stal profesorem matematiky v Helmstedtu, kde působil do roku 1810, kdy byla tato univerzita zrušena. Pak se stal profesorem matematiky na univerzitě v Halle, kde zůstal po zbytek svého života.
Pfaff studoval matematické řady a integrální počet a je známý svou prací o parciálních diferenciálních rovnicích; byl také učitelem Carla Friedricha Gausse a Augusta Möbia. Jeho dvě hlavní práce jsou Disquisitiones analyticae maxime ad calculum integralem et doctrinam serierum pertinentes (Helmstädt, 1797) a „Methodus generalis, aequationes differentiarum particularum, necnon aequationes diferencies vulgares, utrasque primi ordinis inter quotcumque variabiles integrandi“ v Abhandlungen der Königlichen Akademie der Wissenschaften zu Berlin (1814–1815).
Pfaffův bratr Johann Wilhelm Andreas Pfaff byl profesorem čisté a aplikované matematiky. Další bratr Christian Heinrich Pfaff byl profesorem medicíny, fyziky a chemie.